# Varadisa Hidayat
Varadisa Septi Putri Hidayat (ur. 2 września 2002) – indonezyjska zapaśniczka walcząca w stylu wolnym. Zajęła dziewiąte miejsce na igrzyskach azjatyckich w 2022. Piąta na igrzyskach solidarności islamskiej w 2021. Srebrna medalistka igrzysk Azji Południowo-Wschodniej w 2023. Złota medalistka mistrzostw Azji Południowo-Wschodniej w 2022 roku. 